# A Casa da Aurora
A Casa da Aurora é uma série de televisão de origem portuguesa, dos géneros comédia e sitcom, criada por David Búzio, com base na telenovela Papel Principal, para ser transmitida originalmente pela SIC e passando mais tarde a ser um exclusivo da plataforma de streaming OPTO. Com uma temporada dividida em duas partes, estreou a 30 de setembro de 2023. Foi cancelada ao fim de 10 episódios, tendo sido lançado o seu último episódio a 30 de novembro de 2023.
A série, que segue a sitcom ficional de Papel Principal, apresenta Carolina Carvalho, Renato Godinho, Noémia Costa, Melânia Gomes e Diogo Martins no elenco principal.

## Sinopse
Aurora, cansada do rumo que a sua vida tomou, decidiu pedir o divórcio ao marido, Alex, um homem que se veio a revelar muito pouco inteligente, calão, desajeitado, trafulha, e sem nenhum mérito que se lhe reconheça.
Apesar de alguma resistência de Alex em dar-lhe o divórcio, as coisas pareciam caminhar para a resolução, e Aurora via o seu objetivo de viver sozinha e sem ninguém a chatear-lhe a cabeça cada vez mais próximo. Contudo, mal sabia a tempestade que se aproximava.
A morte de Sidónio, pai de Aurora, um trambiqueiro endividado, provoca uma cascata de acontecimentos que levam a que sua mãe, Arlete, um ser que roça o insuportável, cheio de preconceitos, que não suporta Alex e que está disposta a tudo para alcançar o seu intento principal que é ficar eternamente a viver na casa de Aurora, e o seu irmão, Rui, desempregado que anda à procura do sentido da vida, tenham de ir viver para a sua casa.
Casa essa onde já se encontra Bruna, sua irmã, que por estar a terminar o casamento lhe pediu abrigo por uns dias, que se estendem interminavelmente. Bruna é uma cabeça de vento, fútil, louca por reality-shows e redes-sociais, muito namoradeira, que parece só ter intenções de abandonar a casa de Aurora por uma casa de um reality-show. Por fim, Alex, que se resignara à inevitável separação de Aurora e estava inclinado a dar-lhe o divórcio, muda de ideias e decide regressar a casa para a reconquistar.
Assim, de um momento para o outro, Aurora passa de um cenário idílico a um catastrófico, vendo-se rodeada por uma família de “okupas” que lhe infernizam a vida e não dão mostras de pretender sair da sua casa.

## Elenco e personagens
- Carolina Carvalho como Aurora Guerra no papel de Aurora Silva, a chefe da família. É ela a dona da casa e quem põe ordem lá dentro… ou tenta! Porque ela própria, muitas vezes, deixa-se arrastar para o caos criado pela sua família caótica.
- Renato Godinho como Miguel Castilho no papel de Alexandre «Alex», o ex-marido descompensado de Aurora. Ele não ultrapassa a separação e não desiste de conquistar a ex-mulher, não saindo lá de casa.
- Noémia Costa como Matilde Silvestre no papel de Arlete Silva, a mãe de Aurora, Bruna e Roberto. Ela é preconceituosa e politicamente incorreta, cujo bordão é “Já não se pode dizer nada”.
- Melânia Gomes como Daniela Teixeira no papel de Bruna Silva, a irmã de Aurora e Rui. Está cansada de Ivo, com quem casou em Las-Vegas depois de uma noite de copos, da vida familiar e, por isso, abandona o lar e instala-se em casa de Aurora. É fanática por reality-shows.
- Diogo Martins como Roberto Batista no papel de Rui Silva, o irmão de Aurora e Bruna. Era TOC, mas perdeu o emprego há meses devido a um burnout e, agora, anda pela vida sem saber o que a vida quer dele.

## Produção

### Desenvolvimento
Durante a ‘Nova Temporada SIC’ de 2023, a 5 de setembro de 2023, foi revado que a SIC iria produzir a sitcom “A Casa da Aurora”, que se passa no universo da novela Papel Principal.
Os trabalhos começaram a 2 de setembro de 2023 e terminaram ainda no mesmo ano, a 4 de novembro.

### Escolha do elenco
A atriz Carolina Carvalho foi a primeira atriz confirmada na série, interpretando a sua personagem Aurora de Papel Principal. Renato Godinho, Melânia Gomes, Noémia Costa e Diogo Martins compõem o restante elenco da série.

## Exibição
Durante o primeiro episódio da novela Papel Principal, foi revelada a data de estreia da sitcom, durante uma cena em que a personagem Lúcia estava com a TV ligada. Com exibição semanal na SIC, estreou na semana de estreia da novela, a 30 de setembro de 2023. Na OPTO, a plataforma de streaming da SIC, a sitcom teve os seus primeiros quatro episódios disponibilizados na plataforma às sextas-feiras, enquanto que os episódios 5 e 6 tiveram a sua antestreia disponibilizada às quintas-feiras.
A partir do sétimo episódio, a sitcom passou a ser transmitida às quintas-feiras e passou a ser um exclusivo OPTO, deixando de ser emitida pela SIC devido aos maus resultados no decorrer dos anteriores episódios. Ainda assim, o décimo e último episódio temático de Natal foi emitido a 25 de dezembro de 2023 na SIC, devido à época natalícia.

## Resumo
| Temporada | Temporada | Parte | Episódios | Episódios | Originalmente exibido  | Originalmente exibido  | Originalmente exibido |
| Temporada | Temporada | Parte | Episódios | Episódios | Estreia da temporada   | Final da temporada     | Emissora              |
| --------- | --------- | ----- | --------- | --------- | ---------------------- | ---------------------- | --------------------- |
|           | 1         | 1     | 10        | 6         | 30 de setembro de 2023 | 4 de novembro de 2023  | SIC                   |
|           | 1         | 2     | 10        | 4         | 9 de novembro de 2023  | 30 de novembro de 2023 | OPTO                  |

## Episódios

### Parte 1
| N.º | Título                 | Dirigido por      | Escrito por     | Exibição original      | Audiência (milhões) |
| --- | ---------------------- | ----------------- | --------------- | ---------------------- | ------------------- |
| 1 | "Família (In)desejada" | Francisco Barbosa | David Búzio     | 30 de setembro de 2023 | 0.51                |
| Aurora é uma mulher que vê a vida virada do avesso depois de uma sucessão de acontecimentos levar a família a assentar arraiais em sua casa. Apesar das reiteradas promessas da família de que esta situação é passageira, a realidade é que tudo fazem para se manterem em casa dela. Atores convidados: Aldo Lima como Sebastião Mayor, Ângela Pinto como Graça e Anilson Eugénio como Ivo - Este episódio foi gravado a 2 de setembro de 2023 - Este episódio teve uma antestreia exclusiva na OPTO a 29 de setembro de 2023. |                        |                   |                 |                        |                     |
| 2 | "Retiro o que Disse"   | Francisco Barbosa | Manuel Carneiro | 7 de outubro de 2023   | 0.21                |
| Atores convidados: Afonso Lagarto como Cliente Retiro, Gonçalo Botelho como Cliente Retiro, Samuel Alves como Evandro e Teresa Faria como Graciete - Este episódio foi gravado a 9 de setembro de 2023 - Este episódio teve uma antestreia exclusiva na OPTO a 6 de outubro de 2023. |                        |                   |                 |                        |                     |
| 3 | "Medidas Drásticas"    | Francisco Barbosa | David Búzio     | 14 de outubro de 2023  | 0.54                |
| Atores convidados: André Patrício como Carlos Jorge «Cajó», Jorge Silva como Casimiro e Teresa Faria como Graciete - Este episódio foi gravado a 16 de setembro de 2023 - Este episódio teve uma antestreia exclusiva na OPTO a 13 de outubro de 2023. |                        |                   |                 |                        |                     |
| 4 | "Mais Morto que “Ivo”" | Francisco Barbosa | Rita Roberto    | 21 de outubro de 2023  | 0.49                |
| Atores convidados: Anilson Eugénio como Ivo, Aldo Lima como Sebastião Mayor e Alexandre Martins como Sargento - Este episódio foi gravado a 23 de setembro de 2023 - Este episódio teve uma antestreia exclusiva na OPTO a 20 de outubro de 2023. |                        |                   |                 |                        |                     |
| 5 | "Pai, Filho e Sarilho" | Francisco Barbosa | Marina Ribeiro  | 28 de outubro de 2023  | 0.49                |
| Atores convidados: Jorge Mourato como Vitor, Luís Gaspar como Bernardo, Paula Só como Eulália «Lalá» e Teresa Faria como Graciete - Este episódio foi gravado a 30 de setembro de 2023 - Este episódio teve uma antestreia exclusiva na OPTO a 26 de outubro de 2023. |                        |                   |                 |                        |                     |
| 6 | "Jogos sem Maneiras"   | Francisco Barbosa | Marina Ribeiro  | 4 de novembro de 2023  | 0.42                |
| Atores convidados: Jorge Mourato como Vitor e Paula Só como Eulália «Lalá» - Este episódio foi gravado a 7 de outubro de 2023 - Este episódio teve uma antestreia exclusiva na OPTO a 2 de novembro de 2023. |                        |                   |                 |                        |                     |

### Parte 2
| N.º | Título                         | Dirigido por      | Escrito por  | Exibição original      |
| --- | ------------------------------ | ----------------- | ------------ | ---------------------- |
| 7 | "Dar Canal"                    | Francisco Barbosa | Sara Cardoso | 9 de novembro de 2023  |
| Atores convidados: Aldo Lima como Sebastião Mayor, Alexandre Martins como Sargento e Ana Marta Ferreira como Maria - Este episódio foi gravado a 14 de outubro de 2023 - A partir deste episódio, a sitcom passou a ser transmitida apenas na OPTO.                                       |                                |                   |              |                        |
| 8 | "Visita Americana"             | Francisco Barbosa | David Búzio  | 16 de novembro de 2023 |
| Atores convidados: Joaquim Nicolau como Idónio, Luís Mascarenhas como António «Toni» Celso, Marta Fernandes como Técnica TV Cabo e Teresa Faria como Graciete - Este episódio foi gravado a 21 de outubro de 2023.                                                                        |                                |                   |              |                        |
| 9 | "Cadeiras, Bingos e Pulseiras" | Francisco Barbosa | David Búzio  | 23 de novembro de 2023 |
| Atores convidados: Alda Gomes como Sara, Alexandre Martins como Sargento, Guilherme Félix como Agente Polícia e Henrique Mello como Paulo «Paulinho» - Este episódio foi gravado a 28 de outubro de 2023.                                                                                 |                                |                   |              |                        |
| 10 | "O Natal é Sempre Natal"       | Francisco Barbosa | David Búzio  | 30 de novembro de 2023 |
| Atores convidados: Alexandre Martins como Sargento, Filipe Matos como Tinoco e Jorge Silva como Casimiro - Foi o único episódio da parte 2 a ser emitido na SIC, agora como emissora não original da série, a 25 de dezembro de 2023 - Este episódio foi gravado a 4 de novembro de 2023. |                                |                   |              |                        |